# Mocsári zsurló
A mocsári zsurló (Equisetum palustre) a zsurlók (Equisetopsida) osztályának valódi zsurlók (Equisetales) rendjébe, ezen belül a zsurlófélék (Equisetaceae) családjába tartozó faj.

## Előfordulása
A mocsári zsurló mindenütt gyakori. Az előfordulása Európában, Izlandtól és Portugáliától a Kaukázusig terjed, a mérsékelt övi Ázsiában pedig, Törökországtól egészen Japánig lelhető fel. Észak-Amerikában is őshonos.
Veszélyes legelőgyom, mivel a szarvasmarhának (Bos taurus) bélgyulladást okoz.

## Megjelenése
Ennek a mocsári növénynek a szára élesen barázdált. A csomóknál található levélhüvelyek fogainak száma 10-nél kevesebb. A szár zöld színű, többnyire elágazó, 20-60 centiméter magas, vastagsága 3 milliméter. Végén hosszúkás, tompa csúcsú spóratermő füzér fejlődik. A meddő szár is zöld, teljesen hasonló a termőhöz. A spóraképzés ideje júniustól szeptemberig tart.

## Életmódja
A mocsári zsurló vízpartokon, nedves réteken, mocsarakban, lápokon, különösen nitrogénben gazdag talajokon él.

## Képek

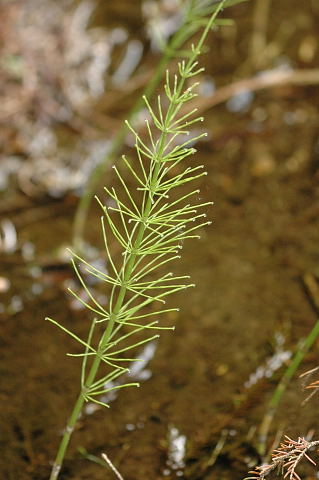
A növény
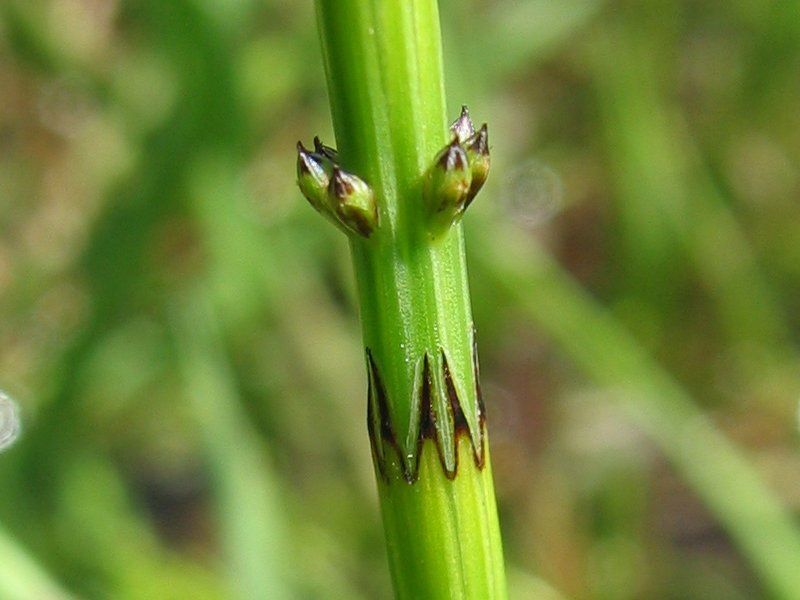
és
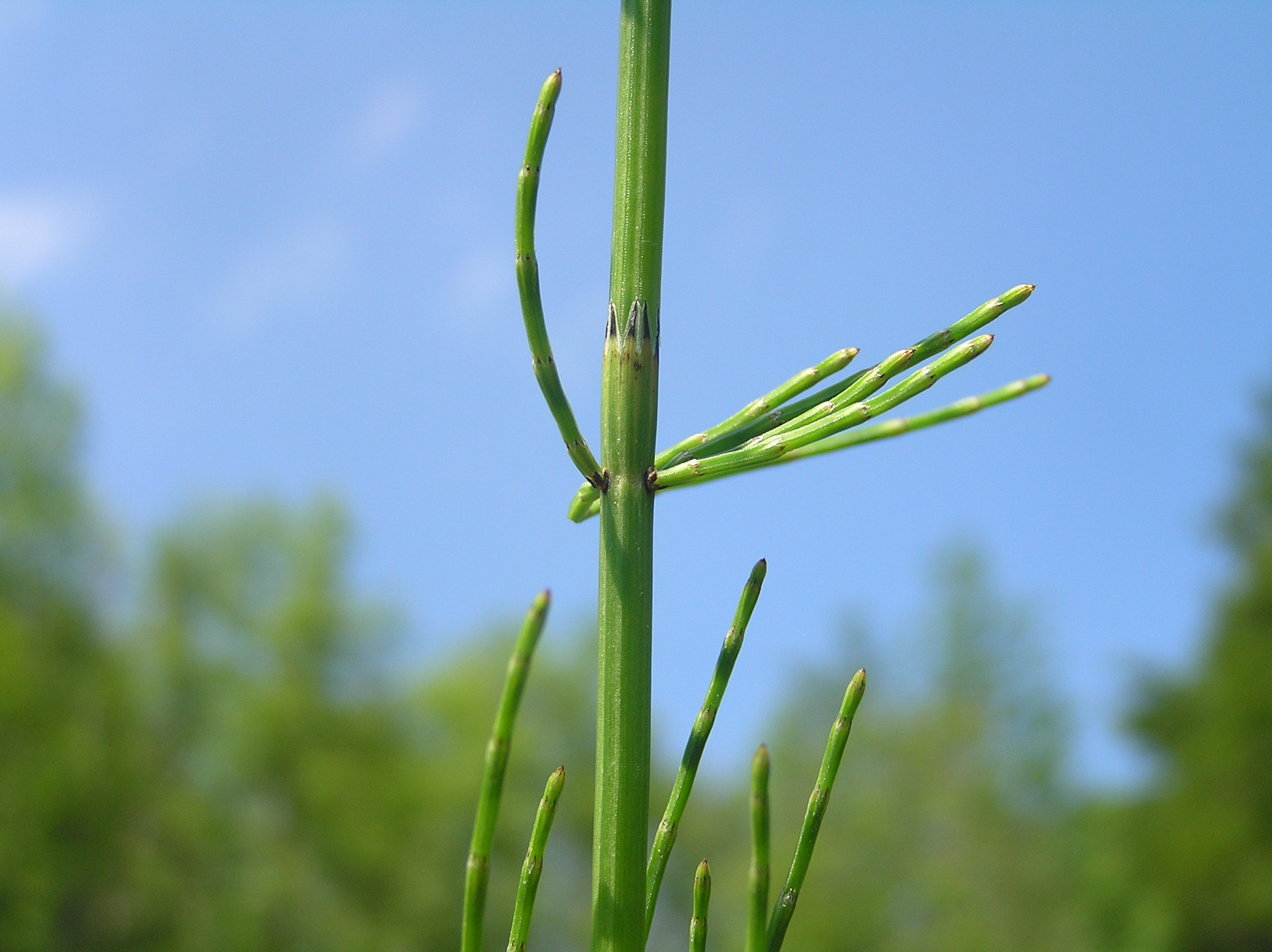
szárai
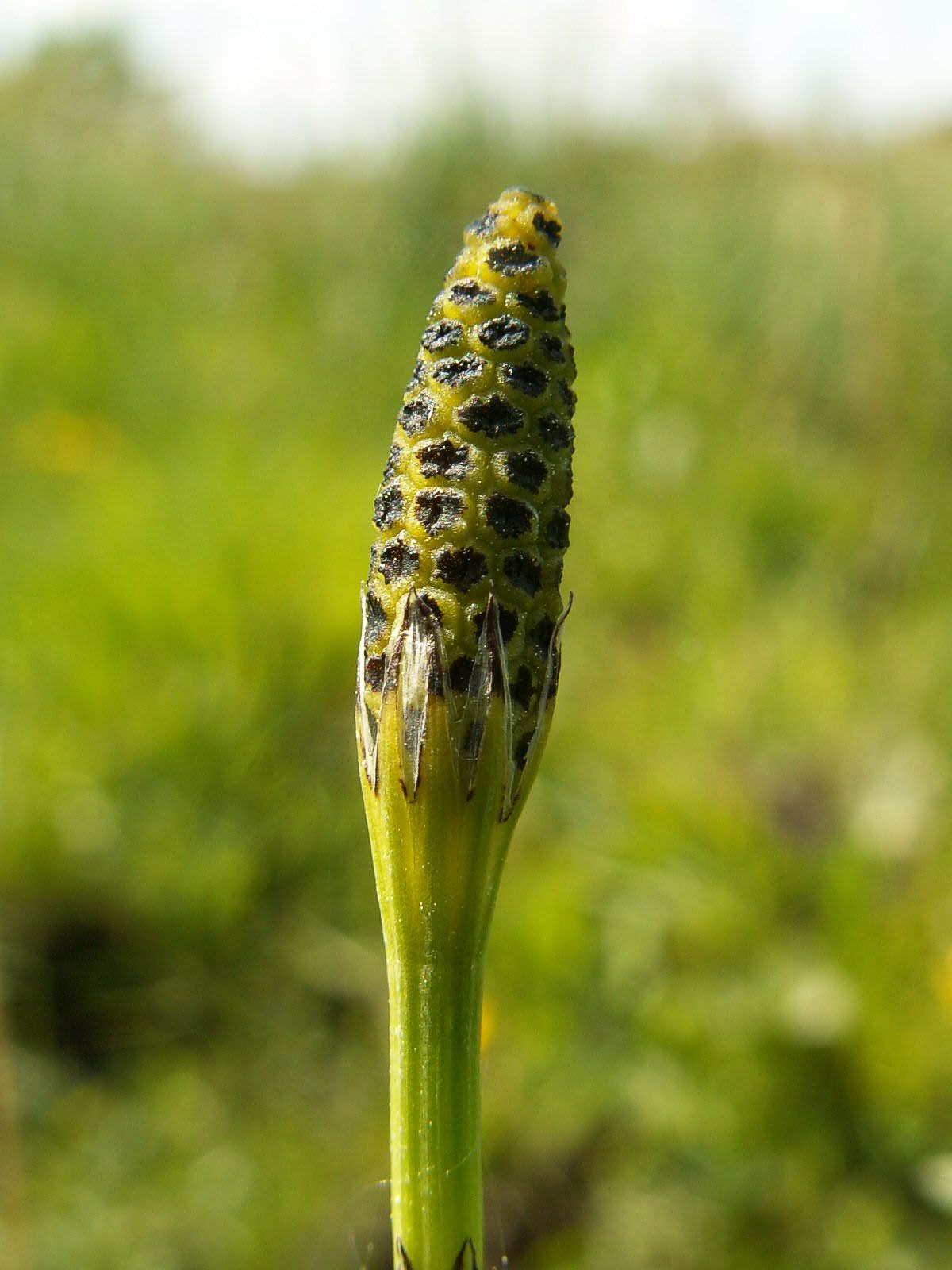
Spóratermő füzére
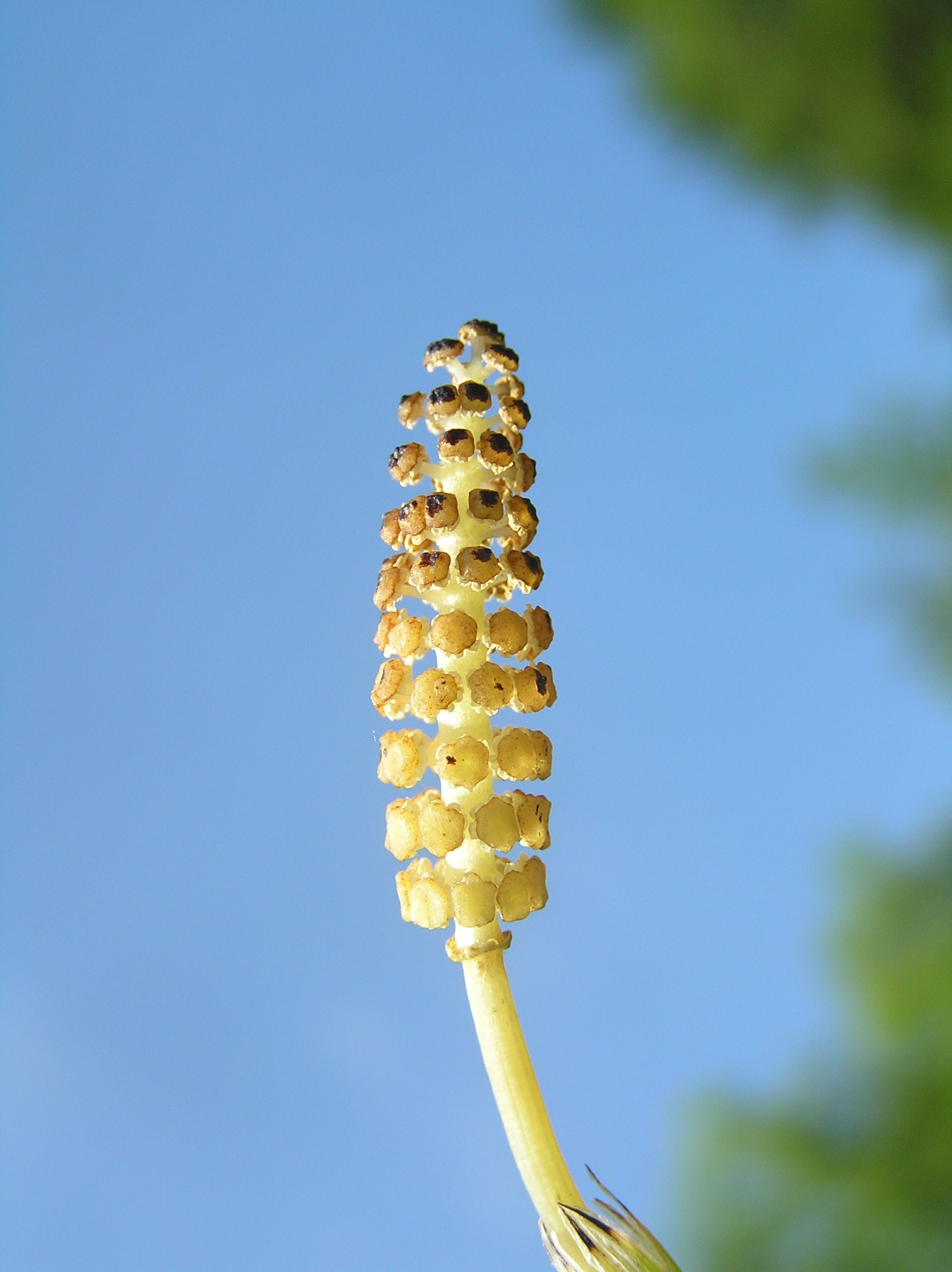
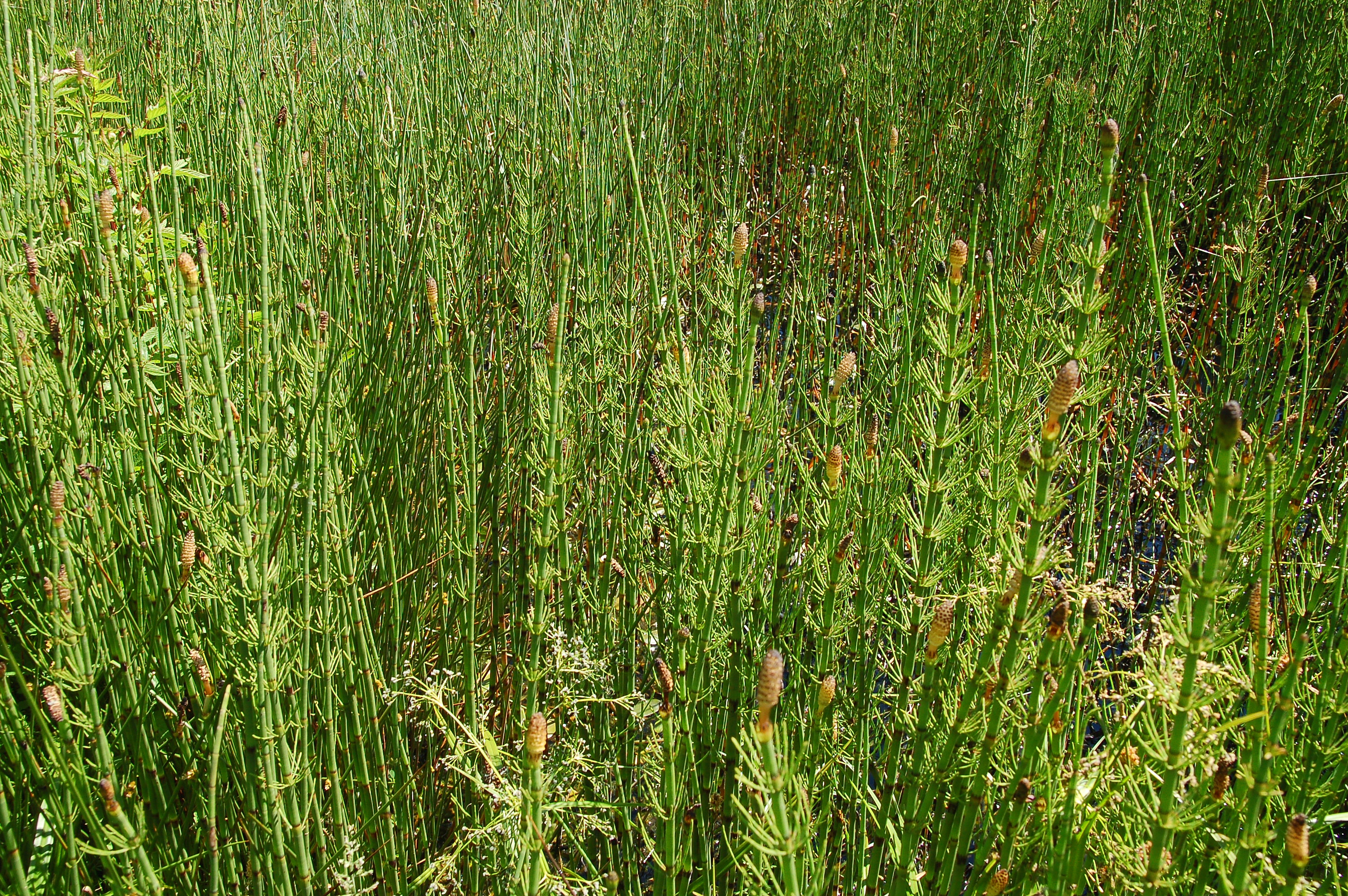
Telepei
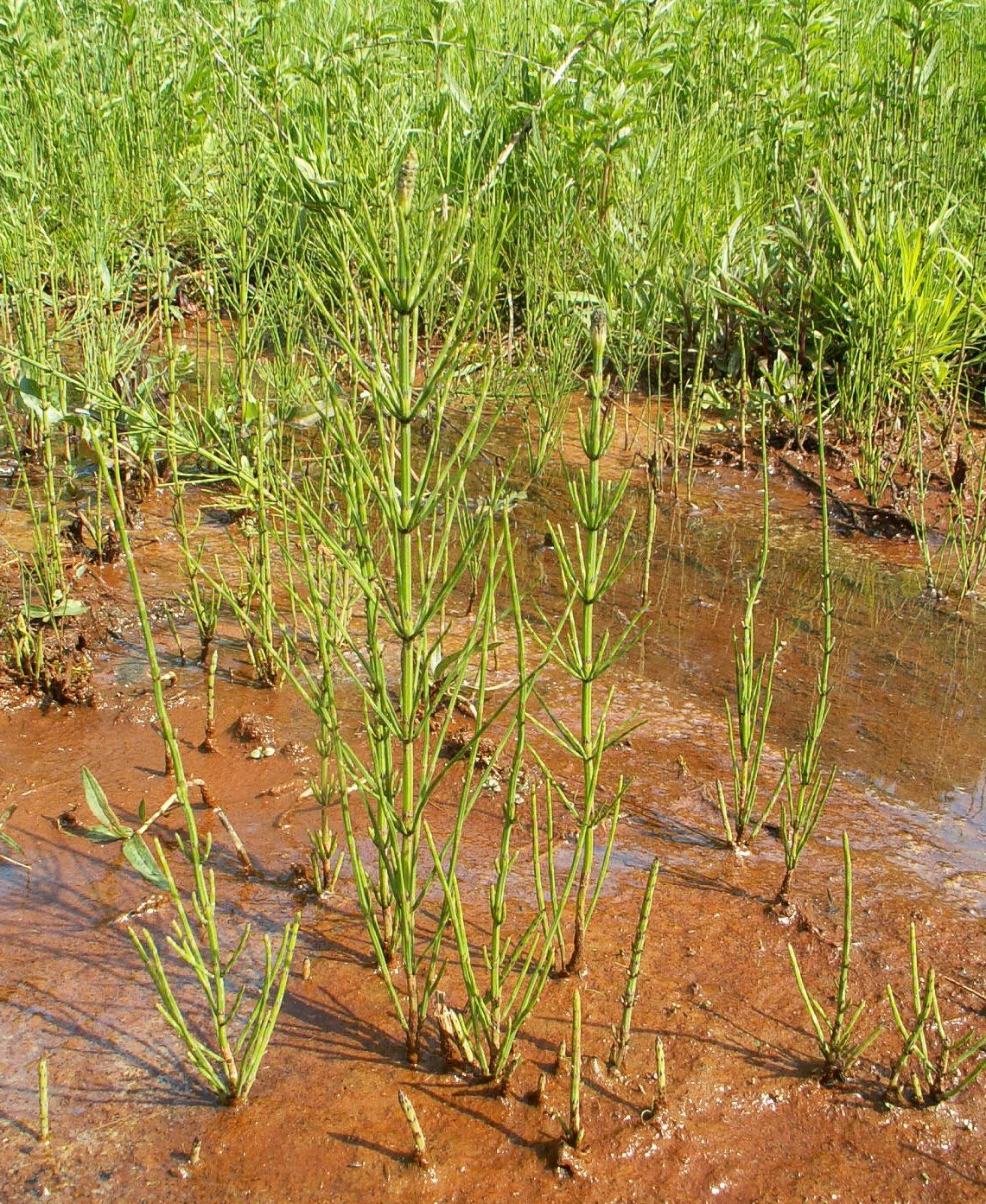
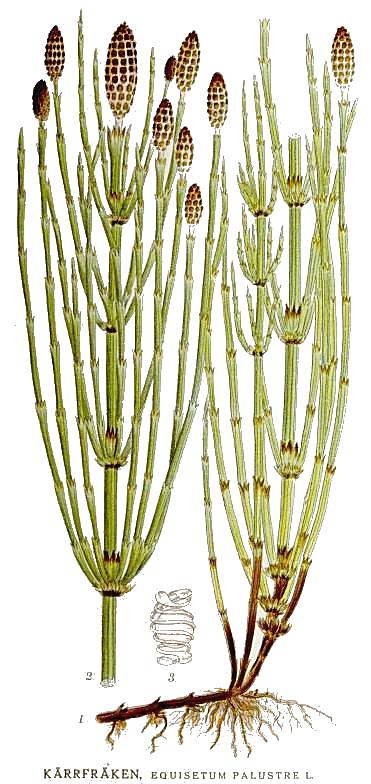
Rajz a növényről